# Локтефф, Лана
Лана Дженнифер Локтефф (англ. Lana Jennifer Lokteff, род. 14 марта 1979, Орегон) — американская сторонница теории заговора и превосходства белой расы, относится к ультраправым и антисемитам, является частью движения альтернативных правых. Она стала известной личностью на YouTube до того, как её забанили. Лана — ведущая Radio 3Fourteen.

## Юные годы
Локтефф родилась в Орегоне и имеет русские корни. Её родители были эмигрантами, бежавшими от большевиков. У неё есть старший брат.
В старших классах Локтефф начала слушать Coast to Coast AM — ток-шоу, в котором гости пропагандировали теории заговора. Она планировала изучать физику и философию в Университете штата Орегон в Портленде, но позже бросила учёбу.

## Карьера

### Начало карьеры
Локтефф переехала в Лос-Анджелес, чтобы продолжить карьеру в сфере развлечений. Сначала она работала моделью, а затем перешла в музыкальную и киноиндустрию. По словам Локтефф, она ушла, потому что была «слишком креативной», чтобы работать в отраслях, где развлекательные проекты отвергались руководителями из-за того, что они были «слишком глубокими» или угрожали «пробудить людей».
Локтефф вернулась в Бенд, штат Орегон, к своей семье. В начале 2000-х годов семья Локтефф создала Piggyback Records — домашний лейбл и студию звукозаписи. Локтефф и её брат начали выступать как дуэт под названием Thirty Day Notice, причем Локтефф исполняла все партии пения. Через несколько лет бизнес Piggyback пошатнулся, и Локтефф уехала с братом на Фиджи. Во время своего пребывания за границей Лана Локтефф открыла для себя Red Ice — веб-сайт, которым управляет Хенрик Пальмгрен.

### Red Ice и пропаганда превосходства белой расы
По данным Southern Poverty Law Center, Red Ice начал свою деятельность в 2003 году, освещая паранормальные явления и теории заговора, а затем переключился на белый национализм и антисемитизм. Локтефф и Пальмгрен были совместно упомянуты представителями крайне правых сил как влиятельные основоположники белого национализма. Red Ice изменил свою позицию примерно в 2012 году в ответ на то, что пара воспринимала как «антибелые настроения», совпавшие с движением Black Lives Matter.
Локтефф отрицает Холокост и геноцид коренных народов в Соединённых Штатах Америки.
После избрания Дональда Трампа в 2016 году Локтефф предприняла попытку увеличить число белых женщин, участвующих в преимущественно мужском движении альтернативных правых, выступая за то, чтобы они играли вспомогательную роль по отношению к мужчинам. Локтефф выступает против феминизма, утверждая, что он усложнил жизнь мужчинам и что цели феминизма по обеспечению равенства уже достигнуты. Она также раскритиковала некоторых женщин, обвинивших Харви Вайнштейна в сексуальном насилии. Журнал New York Magazine описывает её как «помешанную на внешности сторонницу евгеники», цитируя её слова: «Альтернативные правые — очень привлекательная, очень сексуальная группа… Свадьбы заключаются вновь и вновь из красивых, умных пар. Это евгенический процесс».
В 2018 году Локтефф была гостем подкаста школьной учительницы из Флориды, которая использовала псевдоним Тиана Даличов. Она использовала подкаст, чтобы призвать белых националистов стать школьными учителями и оказывать влияние на детей.
В октябре 2019 года канал Red Ice на YouTube был заблокирован за разжигание ненависти. На канале было около 330 000 подписчиков. Локтефф и Red Ice продвигали резервный канал в попытке обойти запрет. Неделю спустя резервный канал также был удалён YouTube. В ноябре 2019 года Facebook запретил Red Ice использовать свою платформу.

## Личная жизнь
В 2011 году Локтефф и Пальмгрен поженились. У Ланы трое детей, и по состоянию на 2020 год она проживала в Чарлстоне, Южная Каролина. Локтефф идентифицирует себя как язычницу. Она утверждает, что её троллили и ей угрожали мужчины из альтернативных правых.